# Friedrich Ludwig Dael von Köth-Wanscheid
Friedrich Ludwig Dael von Köth-Wanscheid (* 9. Dezember 1808 in Mainz; † 3. Dezember 1883 in Sörgenloch) war ein deutscher Gutsbesitzer, Jurist, Bezirksgerichtsrat, Schriftsteller und Verbandspräsident.

## Leben
Friedrich Ludwig Dael von Köth-Wanscheid wurde als Sohn von Johann Georg Simon Hugo (1784–1854) und Maria Sophia Theresia Freiin Köth von Wanscheid (1785–1853) geboren.
Nach Besuch des Gymnasiums und Studium in Mainz und an der Sorbonne in Paris promovierte er 1831 zum Dr. jur. und 1836 zum Dr. phil.
Von Köth-Wanscheid hatte zwei Söhne, einer war Gideon Dael von Köth-Wanscheid.

## Auszeichnungen
- Goldene Medaille für Kunst und Wissenschaft, verliehen vom Großherzog von Hessen

## Veröffentlichungen
- Statistische Mitteilungen über Rheinhessen im Allgemeinen und dessen Land- und Forstwirtschaft im Besonderen, ca. 90 S. − Die Notwendigkeit einer Änderung der Übergangssteuer, ca. 50 S., Verlag F. H. Evler, Mainz 1846.